# 3,4,6-Tri-O-acetyl-α-D-glucopyranosylbromid
3,4,6-Tri-O-acetyl-α-D-glucopyranosylbromid ist eine chemische Verbindung aus der Gruppe der Saccharide. Es ist lediglich als Zwischenprodukt in der organischen Synthese von Bedeutung.

## Gewinnung und Darstellung
3,4,6-Tri-O-acetyl-α-D-glucopyranosylbromid kann aus 3,4,6-Triacetyl-β-ethylthio-D-glucopyranosid durch Reaktion mit elementarem Brom gewonnen werden. Dabei muss gekühlt werden. Diethylether kann als Lösungsmittel verwendet werden. Durch Verdünnen der Reaktionslösung mit Pentan und stärkerem Kühlen wird das Produkt auskristallisiert.

## Eigenschaften
3,4,6-Tri-O-acetyl-α-D-glucopyranosylbromid ist nicht stabil. Es zersetzt sich nach 1–2 Tagen.